# Ong Seong-wu
Ong Seong-wu (en hangul, 옹성우; hanja: 邕聖祐, RR: Ong Seong-u; Incheon, 25 de agosto de 1995) es un cantante y actor surcoreano, conocido por ser exmiembro del grupo masculino surcoreano Wanna One.

## Biografía
Tiene una hermana mayor.
En 2014 se graduó del Hanlim Multi Art School y posteriormente de la Universidad Dong Seúl.

## Carrera
Es miembro de la agencia Fantagio.

### Música
Fue miembro del grupo Wanna One de 2017 hasta 2019 junto a Jisung, Ha Sung-woon, Minhyun, Kim Jae-hwan, Kang Daniel, Park Ji-hoon, Woojin, Jinyoung, Daehwi y Lai Kuan-lin. El grupo fue formado por CJ E&M en el 2017 a través de la segunda temporada del programa Produce 101 de Mnet.

### Televisión y cine
El 22 de julio de 2019 se unió al elenco principal de la serie juvenil Moment at Eighteen (también conocida como "At Eighteen") donde dio vida a Choi Joon-woo, un alumno de la clase 2-3 que se ha acostumbrado a sentirse solo y no tiene experiencia en expresar sus emociones, hasta el final de la serie el 10 de septiembre del mismo año.
El 25 de septiembre de 2020 se unió al elenco principal de la serie The Probability of Going From Friends to Lovers (también conocida como "More Than Friends") donde interpretó a Lee Soo, un atractivo y joven fotógrafo cuyas habilidades lo convierten en el centro de atención, hasta el final de la serie el 28 de noviembre del mismo año.
En febrero de 2021 se anunció que se había unido al elenco de la película Jung Family Cattle Ranch (también conocida como "Jung's Ranch") donde dará vida a Jung-hoon, un joven y nuevo veterinario en la ciudad.
El 24 de octubre del mismo año se unió al elenco elenco principal de la serie Would You Like a Cup of Coffee? (también conocida como "How About a Cup of Coffee?") donde interpreta a Kang Go-bi, un joven cuya pasión por el café lo lleva a trabajar como un barista principiante en la cafetería de Park Seok.
En noviembre del mismo año se anunció que estaba en pláticas para unirse al elenco de la serie Blind de aceptar podría interpretar a Ryu Sung-joon, un joven detective apasionado y de espíritu libre que nació en una familia privilegiada y amorosa y que sueña con luchar contra el mal y salvar el mundo.

## Filmografía

### Series de televisión
| Año  | Título                                          | Personaje              | Notas        | Ref.          |
| ---- | ----------------------------------------------- | ---------------------- | ------------ | ------------- |
| 2017 | Idol Fever                                      | Ong Seong-wu           | 2 episodios  |               |
| 2019 | Moment at Eighteen                              | Choi Joon-woo          | 16 episodios |               |
| 2020 | 18 Again                                        | Joven en la Televisión | Ep. 11       |               |
| 2020 | The Probability of Going From Friends to Lovers | Lee Soo                | 16 episodios | [ 13 ]        |
| 2021 | Would You Like a Cup of Coffee?                 | Kang Go-bi             |              |               |
| 2023 | Nam-soon, una chica superfuerte                 | Kang Hee-shik          |              | [ 14 ] [ 15 ] |

### Películas
| Año  | Título                   | Personaje      | Notas                                                                                   | Ref.                 |
| ---- | ------------------------ | -------------- | --------------------------------------------------------------------------------------- | -------------------- |
| 2017 | Seong-wu Is Alright      | Seong-wu       | Cortometraje                                                                            |                      |
| 2020 | Life Is Beautiful        | Jung-woo       |                                                                                         |                      |
| 2021 | Jung Family Cattle Ranch | Jung-hoon      | Junto a Ryu Seung-ryong, Park Hae-joon, Jung Suk-yong, Jeon Seok-ho y Lee Sang-hee      |                      |
| 2022 | Seúl a toda pastilla     | Joon-ki        | Junto a Yoo Ah-in, Go Yoon-jung, Park Ju-hyun, Go Kyung-pyo y Kim Sung-kyun             | [ 16 ] [ 17 ] [ 18 ] |
| 2022 | Una chica del siglo XX   | -              | Aparición especial - junto a Kim Yoo-jung, Byeon Woo-seok, Park Jung-woo y Roh Yoon-seo | [ 19 ] [ 20 ]        |
| TBA  | Starlight Falls          | Choi Kyung-soo |                                                                                         | [ 21 ]               |

### Programas de variedades
| Año        | Título                              | Notas                                                                                              |
| ---------- | ----------------------------------- | -------------------------------------------------------------------------------------------------- |
| 2017       | Produce 101 2                       | concursante                                                                                        |
| 2017       | K-RUSH: Season 2                    | (ep. #7-8) - invitado - junto a Wanna One                                                          |
| 2017       | The Return of Superman              | (ep. #194-195) - invitado - Kang Daniel, Park Ji-hoon y Yoon Ji-sung                               |
| 2017       | Master Key                          | miembro - junto a Kang Daniel                                                                      |
| 2017       | I Live Alone                        | (ep. #220) - invitado - junto a Wanna One                                                          |
| 2017, 2018 | Happy Together                      | (ep. #510-512, 563) - invitado - junto a Wanna One                                                 |
| 2018       | Idol Room                           | (ep. #1, 33) - invitado - junto a Wanna One                                                        |
| 2018       | I Can See Your Voice                | (ep. #3) - invitado - junto a Wanna One                                                            |
| 2018       | Please Take Care of My Refrigerator | (ep. #182-183) - invitado - junto a Kang Daniel                                                    |
| 2018       | Amazing Saturday (DoReMi Market)    | (ep. #14) - invitado - junto a Lee Dae-hwi                                                         |
| 2018       | Living Together in Empty Room       | miembro - junto a Kang Daniel y Kim Jae-hwan                                                       |
| 2018       | Law of the Jungle Sabah             | (ep. #325-329) - miembro - junto a Ha Sung-woon                                                    |
| 2018       | Fact iN Star                        | (ep. #79) - invitado - junto a Kang Daniel y Park Woo-jin                                          |
| 2018       | Two Yoo Project Sugar Man           | (ep. #9) - invitado - junto a Kang Daniel, Kim Jae-hwan, Park Ji-hoon, Bae Jin-young y Lee Dae-hwi |
| 2018       | Knowing Bros                        | (ep. #122, 156) - invitado                                                                         |
| 2019, 2020 | Master in the House                 | (ep. #112-113) - aprendiz temporal (ep. #51) - invitado - junto a Kim Jae-hwan                     |
| 2020       | Traveler Season 2: Argentina        | miembro - junto a Ahn Jae-hong y Kang Ha-neul                                                      |
| 2020       | Running Man                         | (ep. #496) - invitado                                                                              |

### Reality shows
| Año  | Título                           | Notas                            |
| ---- | -------------------------------- | -------------------------------- |
| 2017 | Wanna One Go                     | 2 episodios - junto a Wanna One  |
| 2017 | OK Wanna One                     | 41 episodios - junto a Wanna One |
| 2017 | Wanna City                       | 4 episodios - junto a Wanna One  |
| 2017 | Wanna One Go: Zero Base          | 8 episodios - junto a Wanna One  |
| 2018 | Wanna One GO in JEJU             | 3 episodios - junto a Wanna One  |
| 2018 | Wanna One Amigo TV               | 6 episodios - junto a Wanna One  |
| 2018 | Wanna One Go: X-CON              | 5 episodios - junto a Wanna One  |
| 2018 | Wanna Travel Season 1            | 12 episodios - junto a Wanna One |
| 2018 | Star Road: Wanna One's           | 24 episodios - junto a Wanna One |
| 2018 | Wanna Travel Season 2 In Pattaya | 10 episodios - junto a Wanna One |

### Presentador
| Año  | Título           | Notas                                          |
| ---- | ---------------- | ---------------------------------------------- |
| 2018 | Show! Music Core | co-presentador - junto a Kang Mi-na y Mark Lee |

### Eventos
| Año  | Título                                 | Notas             |
| ---- | -------------------------------------- | ----------------- |
| 2018 | 2018 Idol Star Athletics Championships | junto a Wanna One |

### Revistas
| Año  | Título          | Notas                      |
| ---- | --------------- | -------------------------- |
| 2019 | Harper’s Bazaar | (publicación de noviembre) |
| 2019 | Marie Claire    | (publicación de octubre)   |

## Discografía

### Extended plays
| Título | Detalles del álbum                                                                                                | Posiciones máximas del gráfico | Posiciones máximas del gráfico | Ventas        | Lista de canciones |
| Título | Detalles del álbum                                                                                                | KOR                            | Billboard Charts (US World)    | Ventas        | Lista de canciones |
| ------ | --- | ------------------------------ | ------------------------------ | ------------- | --- |
| Layers | - Fecha de lanzamiento: 25 de marzo de 2020 - Etiqueta: Fantagio Music - Formata: CD, digital download, streaming | 3                              | —                              | - KOR: 70,106 | 1. Gravity 2. Café (너를 위한 카페; lit: Café For You) 3. After Dark (또, 다시 나를 마주한 채; lit: Again, I Look At Myself) 4. Bye Bye 5. Guess Who 6. We Belong |

### Sencillos
| Título                                                                            | Año  | Posición | Ventas | Álbum                                                         |
| Título                                                                            | Año  | KOR      | Ventas | Álbum                                                         |
| --------------------------------------------------------------------------------- | ---- | -------- | ------ | ------------------------------------------------------------- |
| "Heart Sign" (Prod. Flow Blow)                                                    | 2019 | 106      |        |                                                               |
| "We Belong" (그림자)                                                              | 2020 | —        | Layers |                                                               |
| "Gravity"                                                                         | 2020 | 107      | Layers |                                                               |
| Apariciones en Soundtracks                                                        |      |          |        |                                                               |
| "Our Story" (우리가 만난 이야기)                                                  | 2019 | —        |        | OST Part.2 de Moment of Eighteen                              |
| Late Regret (왜 몰랐었을까)                                                       | 2020 | -        |        | OST Part.6 de The Probability of Going From Friends to Lovers |
| Colaboraciones                                                                    |      |          |        |                                                               |
| "Didn't Say Anything" (아무런 말들도) (junto a Baek Ji-young)                     | 2020 | 51       |        |                                                               |
| "—" denota lanzamientos que no se registraron o no fueron lanzados en esa región. |      |          |        |                                                               |

## Premios y nominaciones
| Año  | Premio                      | Categoría                           | Trabajo            | Resultado |
| ---- | --------------------------- | ----------------------------------- | ------------------ | --------- |
| 2019 | DongA's Pick                | Want To See Your Next Project Award | -                  | Ganó      |
| 2019 | 12th Korea Drama Award      | Hallyu Star Award                   | Moment at Eighteen | Ganó      |
| 2019 | 12th Korea Drama Award      | Best New Actor Award                | Moment at Eighteen | Ganó      |
| 2019 | StarHub Night of Stars      | Most Promising Actor                | Moment at Eighteen | Ganó      |
| 2019 | Asia Artist Award           | Rookie Actor Award                  | Moment at Eighteen | Ganó      |
| 2020 | 56th Baeksang Arts Award    | Best New Actor (TV)                 | Moment at Eighteen | Nominado  |
| 2020 | Soribada Best K-Music Award | Bonsang Award                       | -                  | Nominado  |
| 2020 | Asia Model Award            | Popular Star Award — Male Actor     | -                  | Ganó      |